# Chronologie des technologies de l'hydrogène
La chronologie des technologies de l'hydrogène permet de suivre les développements des réalisations humaines depuis la découverte de l'hydrogène jusqu'à nos jours.

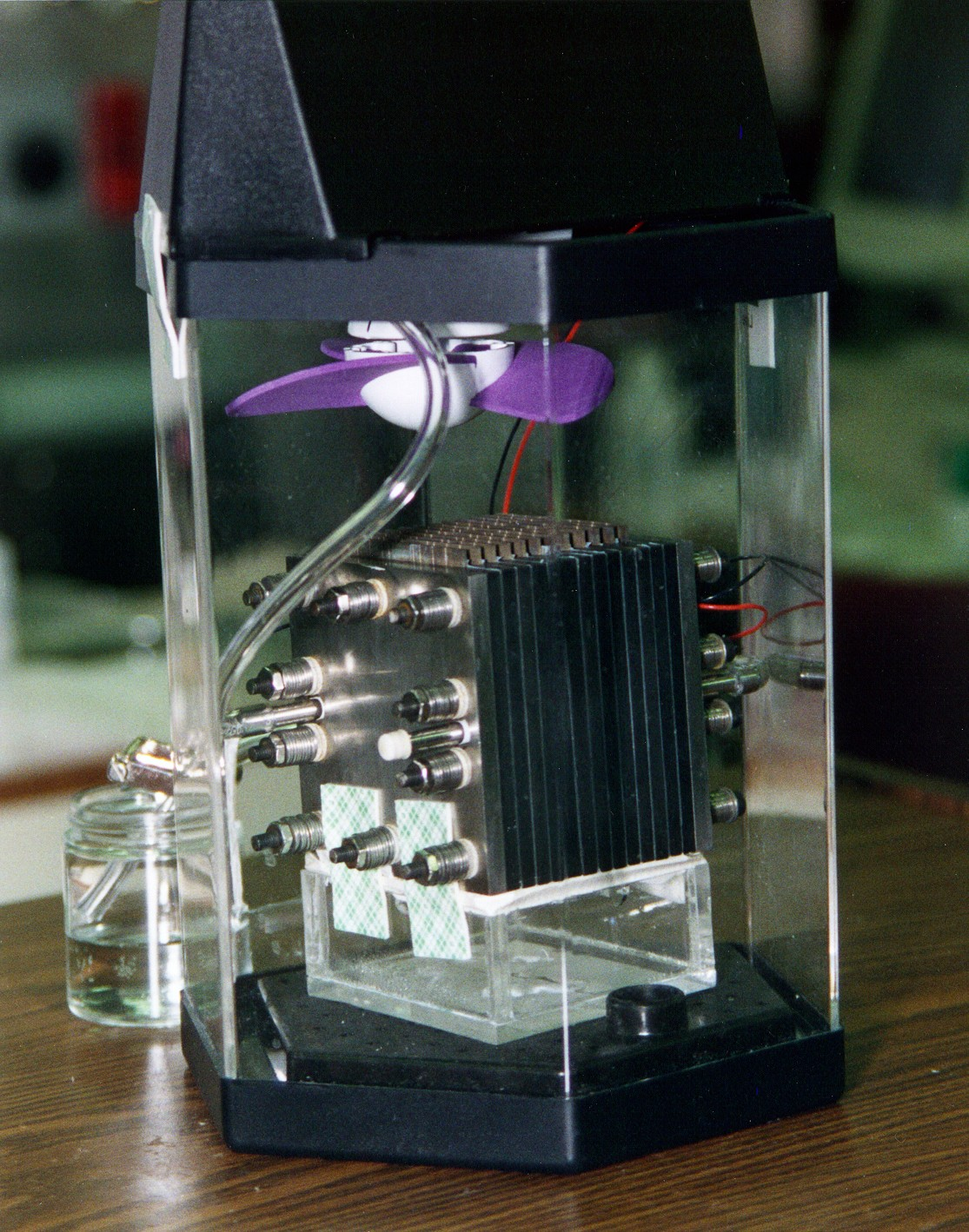
Pile à combustible.

## Chronologie

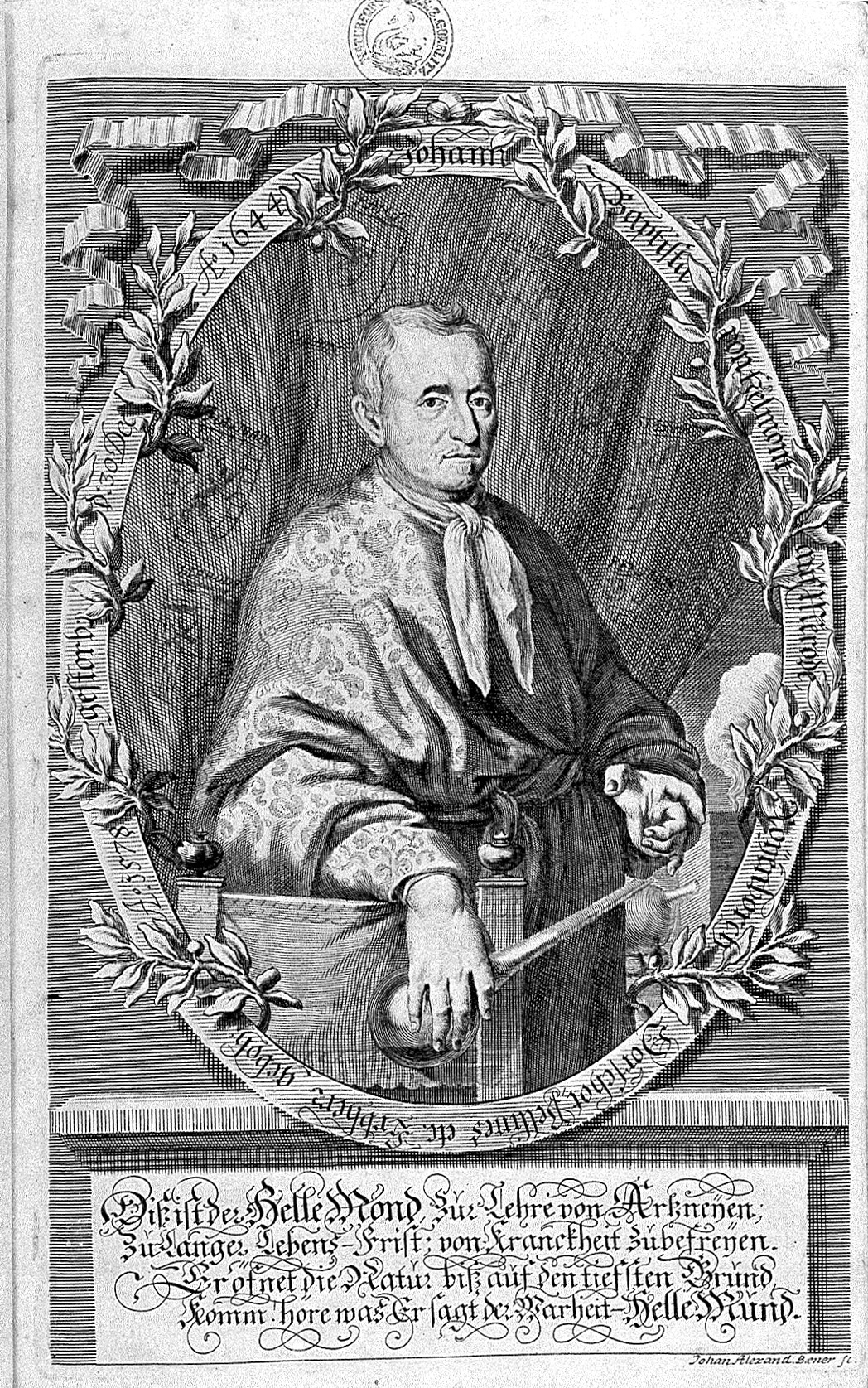
Jean-Baptiste van Helmont.

### XVIesiècle
- Paracelse se demande si l'air qui se dégage d'une réaction entre le fer et le vitriol est bien le même air que nous respirons[1].

### XVIIesiècle
- 1625 - Jan Baptist van Helmont est le premier à rejeter la théorie aristotélicienne et à utiliser le mot « gas », qui est la prononciation du mot chaos en néerlandais[2].
- 1650 - Théodore de Mayerne obtient un « air inflammable », grâce à l'action de l'« huile de vitriol » diluée sur du fer[3].
- 1662 - Loi de Boyle qui relie la pression et le volume d'un gaz à température constante.
- 1670 - Robert Boyle produit de l'hydrogène par réaction entre métaux et acides.
- 1672 - Robert Boyle publie New Experiments touching the Relation between Flame and Air (OCLC 255296390)
- 1679 - Denis Papin invente une valve de sécurité.

### XVIIIesiècle
- 1700 - Nicolas Lémery démontre que le gaz produit par réaction « huile de vitriol » sur fer est explosif dans l'air[4].
- 1755 - Joseph Black confirme qu'il existe plusieurs sortes de gaz et définit la chaleur latente.
- 1766 - Henry Cavendish publie On Factitious Airs une description d'un « air » par réaction entre zinc et acide chlorhydrique et isole un gaz, 7 à 11 fois plus léger que l'air.
- 1774 - Joseph Priestley isole le gaz oxygène qu'il nomme « air déphlogistiqué ».
- 1780 - Felice Fontana découvre la réaction entre eau et monoxyde de carbone : CO + H2O → CO2 + H2

- 1783 : 

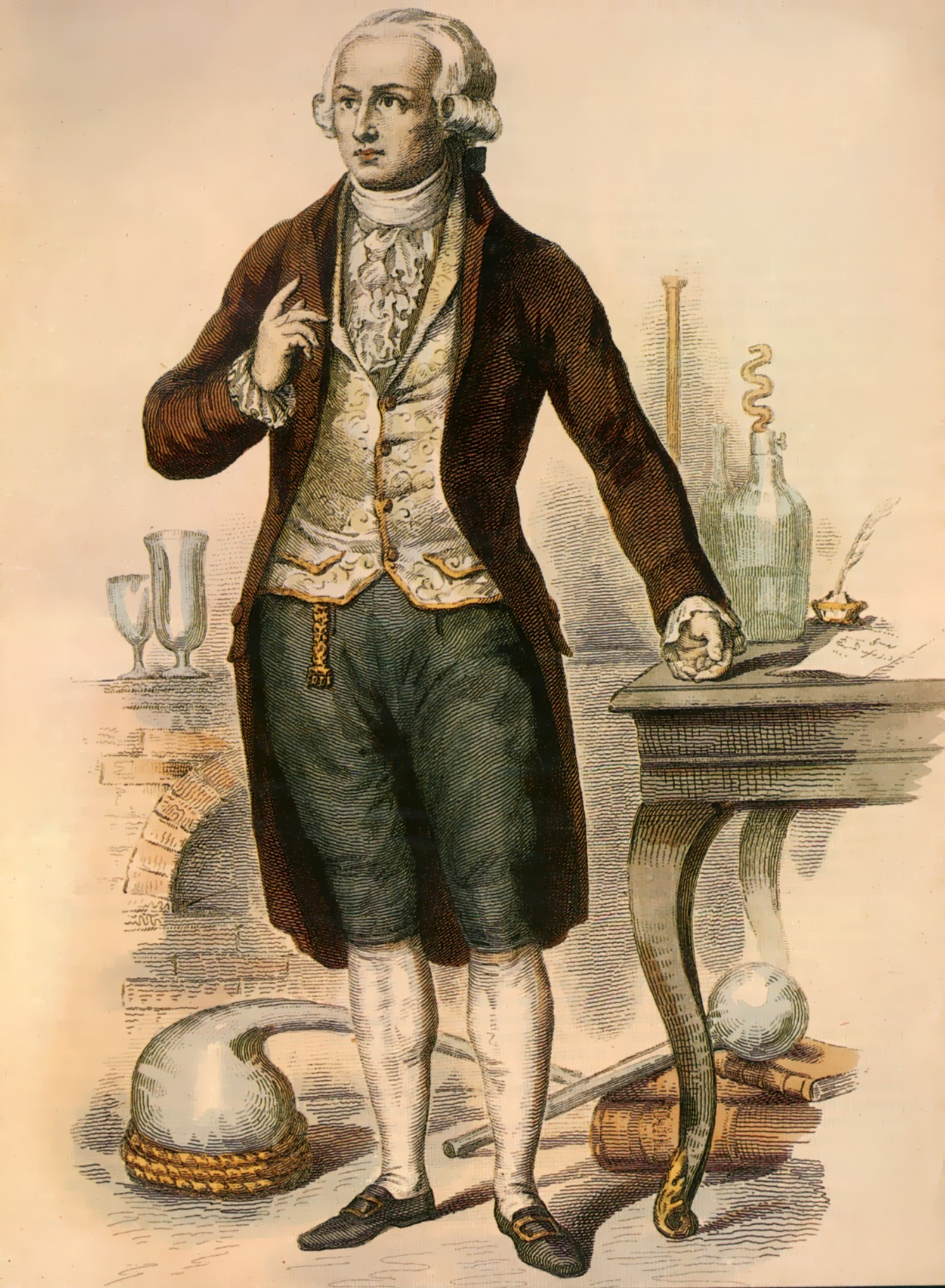
Antoine Lavoisier.

  - - Antoine Lavoisier baptise hydrogène, l'« air inflammable » de Henry Cavendish, du grec hydro (eau) et du suffixe -gène (engendre, forme), soit, littéralement, "qui produit de l'eau".
  - - Les frères Montgolfier constatant le caractère osmotique du dihydrogène choisissent l'air chaud pour leur premier vol[1].
  - - Jacques Charles fait le premier vol avec son ballon à hydrogène La Charlière.
  - - Antoine Lavoisier et Pierre Laplace mesurent la chaleur de combustion de l'hydrogène en utilisant un calorimètre à glace.
- 1784 :
  - - Jean-Pierre Blanchard fait le premier essai d'un dirigeable à hydrogène.
  - - Invention du processus de décomposition de l'eau Lavoisier-Meusnier[5], générant de l'hydrogène par passage de vapeur d'eau sur un lit de fer chauffé à 600 °C[6].
- 1785 - Jean-François Pilâtre de Rozier construit le premier ballon hybride la Rozière.
- 1786 - Philippe Lebon invente le gaz d'éclairage en France. Ses travaux l'amène à mettre en évidence les propriétés des gaz de distillation du bois, qu'il appelle gaz hydrogène. Le gaz de bois est principalement constitué d'hydrogène (H2), monoxyde de carbone (CO) et de Dioxyde de carbone (CO2)
- 1787 - Loi de Gay-Lussac qui relie volume et température d'un gaz à pression constante.
- 1789 - Jan Rudolph Deiman et Adriaan Paets van Troostwijk (de) utilisent une machine électrostatique et une bouteille de Leyde pour réaliser la première électrolyse de l'eau[7].
- 1794 - Les ballons à gaz gonflés à l'hydrogène sont utilisés par l'armée de la Révolution française pour effectuer des reconnaissances au-dessus des lignes autrichiennes à l'occasion de la bataille de Fleurus[1].

### XIXesiècle

#### 1800-1849

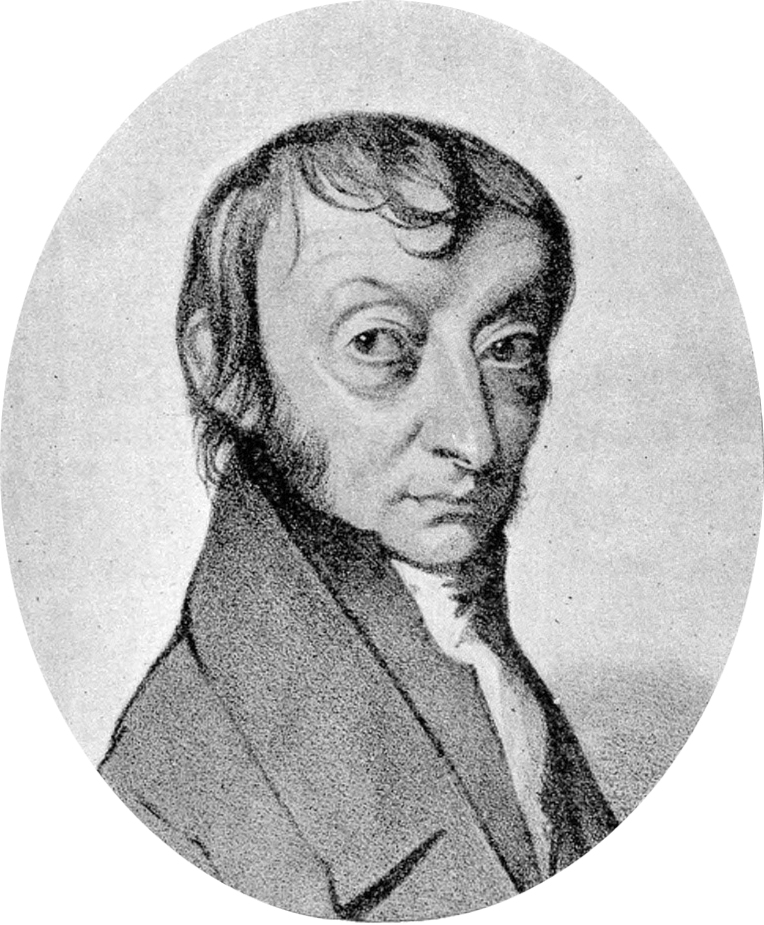
Amedeo Avogadro énonce la loi des gaz parfaits.

- 1800 -  William Nicholson et Sir Anthony Carlisle, réalisent la première électrolyse de l'eau, le 2 mai 1800, quelques jours après l'invention de la première pile électrique par Alessandro Volta.
- 1804 - le Français Louis Joseph Gay-Lussac et l'Allemand Alexander von Humboldt démontrent conjointement que l'eau est composée d'un volume d'oxygène pour deux volumes d'hydrogène[1].
- 1806 - François Isaac de Rivaz construit le premier moteur à combustion interne alimenté par un mélange hydrogène-oxygène[8].
- 1809 - Thomas Foster observe avec un théodolite la dérive de petits ballons libres sans pilote remplis de « gaz inflammable »[9],[10].
- 1809 - Loi de Joule et Gay-Lussac qui fait la relation entre température et pression.
- 1811 - Amedeo Avogadro énonce la loi des gaz parfaits qui définit que des volumes égaux de gaz parfaits différents, sous des conditions de température et de pression identiques, contiennent un même nombre de molécules.
- 1819 - Edward Daniel Clarke invente une buse à hydrogène[11].
- 1820 - Le révérend W. Cecil écrit un article intitulé On the application of hydrogen gas to produce a moving power in machinery[12],[13],[14].
- 1823 :
  - - Goldsworthy Gurney démontre la possibilité de produire de la lumière (light en anglais) avec un cylindre de chaux (lime en anglais) soumis à l'action de la flamme d'un mélange oxygène-hydrogène, nommée lumière oxhydrique.
  - - Le briquet Döbereiner, inventé par Johann Wolfgang Döbereiner, utilise l'hydrogène produit par réaction d'acide sulfurique sur du zinc.
  - - Goldsworthy Gurney invente une buse à oxy-hydrogène.
- 1824 - Michael Faraday invente le ballon en latex[15].

- 1826 :

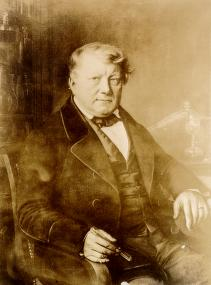
Christian Schönbein publie le principe de la pile à combustible.

  - - Thomas Drummond construit une source lumineuse sur le modèle proposé par Goldsworthy Gurney en 1823.
  - - Samuel Brown teste son moteur à combustion interne à hydrogène en faisant gravir à un véhicule la Shooter's Hill (la plus haute colline de Londres, 132 m).
- 1834 :
  - - Michael Faraday énonce les lois de l'électrolyse de Faraday[16],[17].
  - - Émile Clapeyron publie Mémoire sur la puissance motrice de la chaleur (OCLC 249625532).
- 1839 - Christian Friedrich Schönbein publie le principe de la pile à combustible dans le Philosophical Magazine.
- 1842 - William Robert Grove réalise la première pile à combustible (qu'il baptise la gas voltaic battery).
- 1849 - Eugene Bourdon réalise un manomètre, le tube de Bourdon.

#### 1850-1899
- 1863 - Etienne Lenoir construit un véhicule mu par un moteur mono-cylindre à deux temps alimenté au gaz de houille.
- 1866 - August Wilhelm von Hofmann réalise son voltamètre qui permet l'électrolyse de l'eau.
- 1873 - Thaddeus S. C. Lowe réalise un dispositif de production d'hydrogène basé sur le processus de décomposition de l'eau Lavoisier-Meusnier développé en 1784.

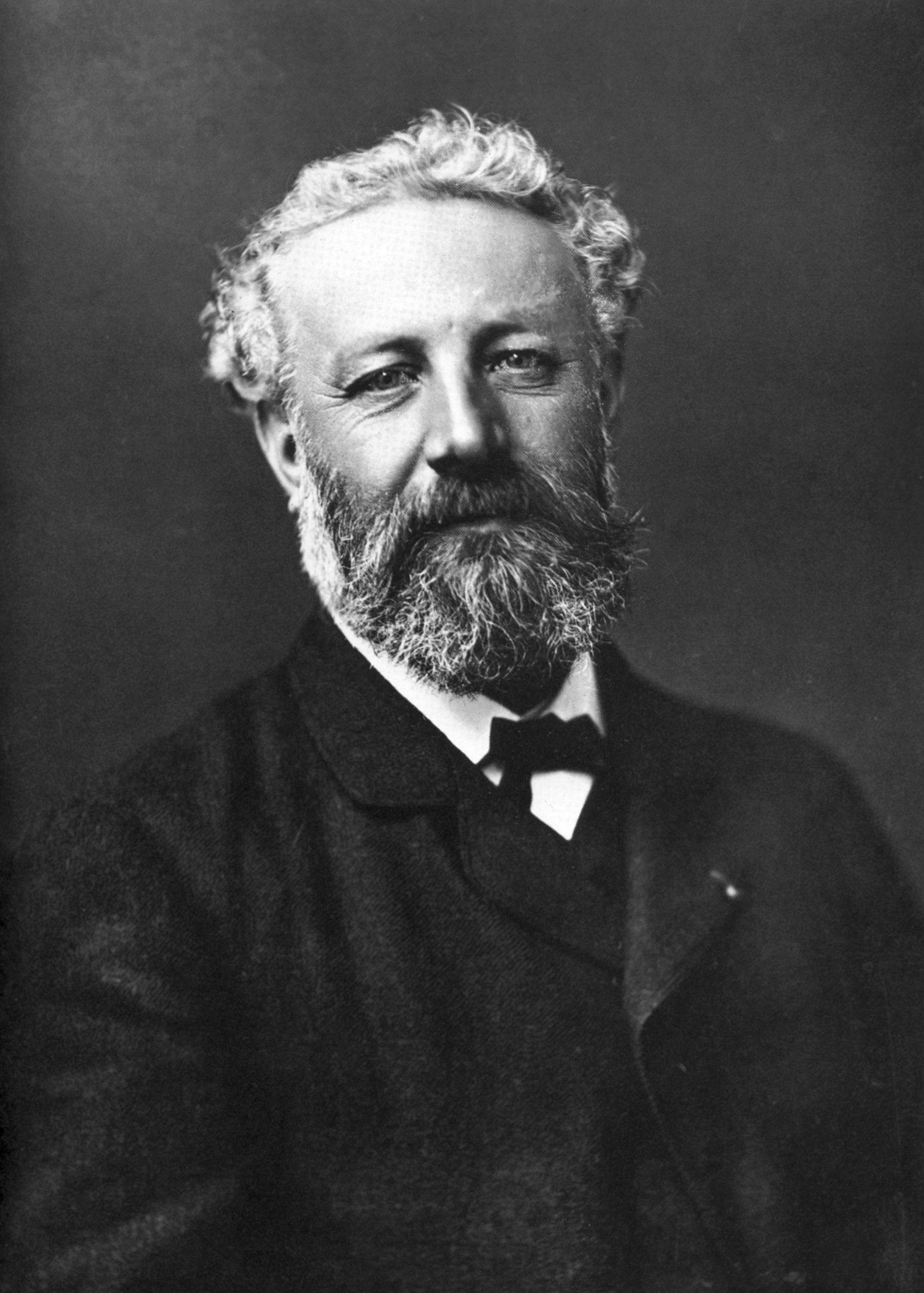
Jules Verne : « … je crois que l’eau sera un jour employée comme combustible … ».

- 1874 - Jules Verne écrit dans son roman L'Île mystérieuse : « Oui, mes amis, je crois que l’eau sera un jour employée comme combustible, que l’hydrogène et l’oxygène, qui la constituent, utilisés isolément ou simultanément, fourniront une source de chaleur et de lumière inépuisables et d’une intensité que la houille ne saurait avoir. »[18]
- 1877 - Le Suisse Amé Pictet et le Français Louis Paul Cailletet liquéfient l'oxygène indépendamment l'un de l'autre et à la suite de ces travaux, le professeur Zygmunt Wróblewski, de l'université de Cracovie, réussit la première liquéfaction de l'hydrogène[1].
- 1884 - Charles Renard et Arthur Constantin Krebs lancent le dirigeable La France.
- 1885 - Zygmunt Florenty Wróblewski détermine le point critique de l'hydrogène à 33 K et 13,3 atmosphères et son point d'ébullition à 23 K.
- 1889 - Ludwig Mond et Carl Langer utilisent pour la première fois l'appellation « fuel cell » (pile à combustible).
- 1893 - Friedrich Wilhelm Ostwald détermine expérimentalement le rôle de chacun des composants d'une pile à combustible.
- 1896 :
  - - D.D. Jackson et J. W. Ellms rapportent la production d'hydrogène par une algue microscopique l'anabaena[19].
  - - Leon Teisserenc de Bort mène des expériences météorologiques dans la troposphère avec un ballon-sonde[20].
- 1897 - Paul Sabatier améliore la méthode d'hydrogénation de composés organiques par le procédé appelé réaction de Sabatier.
- 1898 -  James Dewar met au point un procédé de production d'hydrogène liquide et développe un récipient isolant, le vase Dewar, afin d'étudier les gaz à basses températures.
- 1899 -  James Dewar obtient pour la première fois de l'hydrogène solide.

### XXesiècle

#### 1900-1924

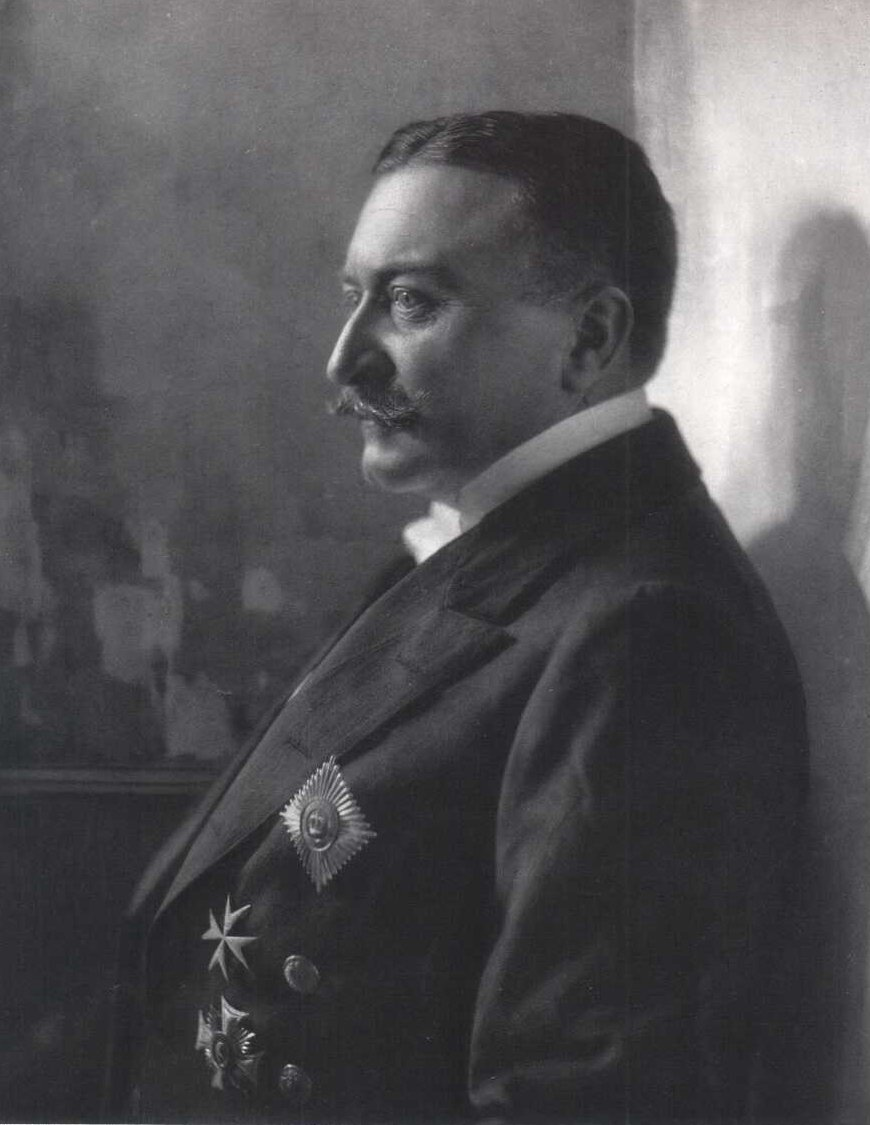
Ferdinand von Zeppelin lance son premier dirigeable à hydrogène.

- 1900 - Ferdinand von Zeppelin lance son premier dirigeable à hydrogène le Zeppelin LZ1.
- 1901 - Wilhelm Normann introduit l'hydrogénation des graisses et huiles, qui produit des acides gras saturés. Si cette réaction est incomplète ou renversée des acides gras trans sont produits.
- 1903 - Constantin Tsiolkovski publie Исследование мировых пространств реактивными приборами (« L'Exploration des espaces cosmiques au moyen d'engins à réaction »)[21].
- 1907 - Installation de la première ligne civile de production d'hydrogène à Saint-Louis pour gonfler les aérostats de la coupe aéronautique Gordon Bennett.
- 1909 :
  - - Ferdinand von Zeppelin réalise, en mai, le premier vol longue distance avec son Zeppelin LZ5 en parcourant 1 320 km[22].
  - - Adolph Frank, Carl von Linde et Heinrich Caro développent un procédé de production d'hydrogène connu sous le nom de procédé Linde-Frank-Caro[23].
- 1910 :
  - - Un premier passager embarque sur le Zeppelin LZ7.
  - - Fritz Haber dépose un brevet pour un procédé chimique destiné à synthétiser de l'ammoniac (NH3) à partir du diazote (N2) gazeux atmosphérique et du dihydrogène (H2) gazeux en présence d'un catalyseur, le procédé Haber qui est perfectionné ensuite par le Français Georges Claude, fondateur de la société L’Air liquide. L’hydrogène devient une matière première de l’industrie chimique[1].

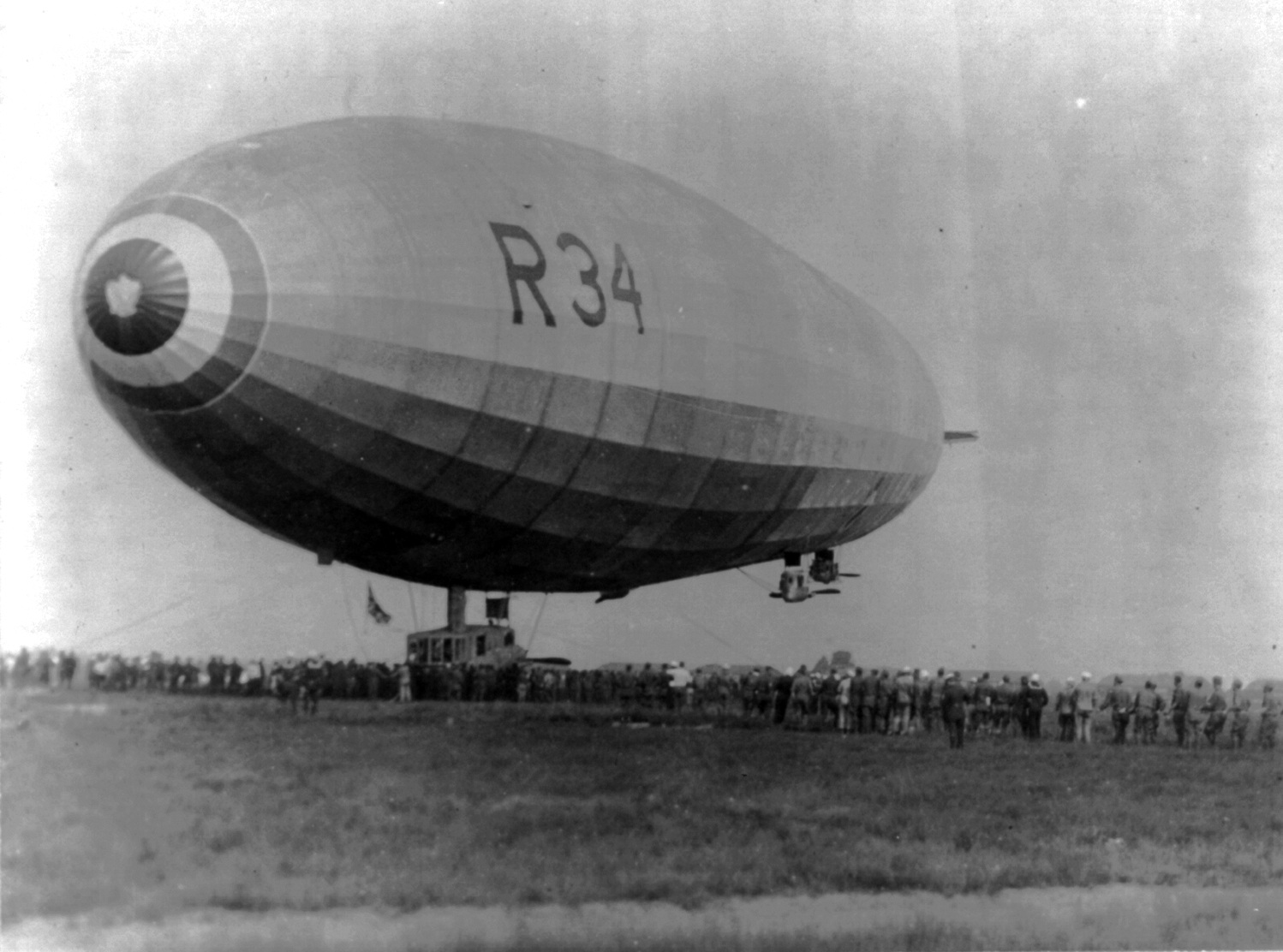
Le dirigeable britannique HMA R34 est le premier à traverser l'Atlantique.

- 1912 - Premiers vols commerciaux réguliers de passagers entre l'Allemagne, le Danemark et la Suède sur le Zeppelin LZ13.
- 1919 - Première traversée transatlantique du dirigeable britannique HMA R34.
- 1920 - Une usine d'hydrogénation du lignite utilisant le processus d'hydrocraquage est construite à Leuna en Allemagne[24].
- 1923 :
  - - Reformage catalytique, le premier méthanol de synthèse est produit par BASF à Leuna.
  - - John Burdon Sanderson Haldane envisage dans Daedalus; or, Science and the Future (en) de « grandes centrales électriques éoliennes qui par jour de grand vent utiliseront l'excédent d'électricité pour la décomposition électrolytique de l'eau en oxygène et hydrogène. »[25]

#### 1925-1949
- 1926 :

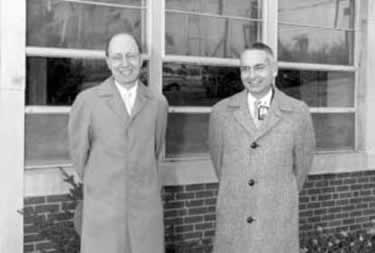
Eugene Wigner (à gauche) et Alvin Weinberg.

  - - F. E. Vandeveer et S. W. Parr, à l'université d'Illinois, utilisent l'oxygène plutôt que l'air pour produire du gaz de synthèse, procédé dit de l'oxydation partielle[26],[27].
  - - Cyril Norman Hinshelwood étudie la réaction explosive hydrogène-oxygène et décrit le phénomène de la réaction en chaîne.
  - - Umberto Nobile réalise le premier survol du pôle Nord à bord du dirigeable à hydrogène le Norge.
- 1929 - Paul Harteck et Karl Friedrich Bonhoeffer obtienne la première synthèse de parahydrogène pur.
- 1930 - Rudolf Erren développe un moteur (brevet GB364180) qui fonctionne selon un principe amélioré de la combustion du mélange hydrogène-oxygène[28],[29]
- 1935 - Eugene Wigner et Hillard Bell Huntington prédisent l'hydrogène métallique.

- 1937 :

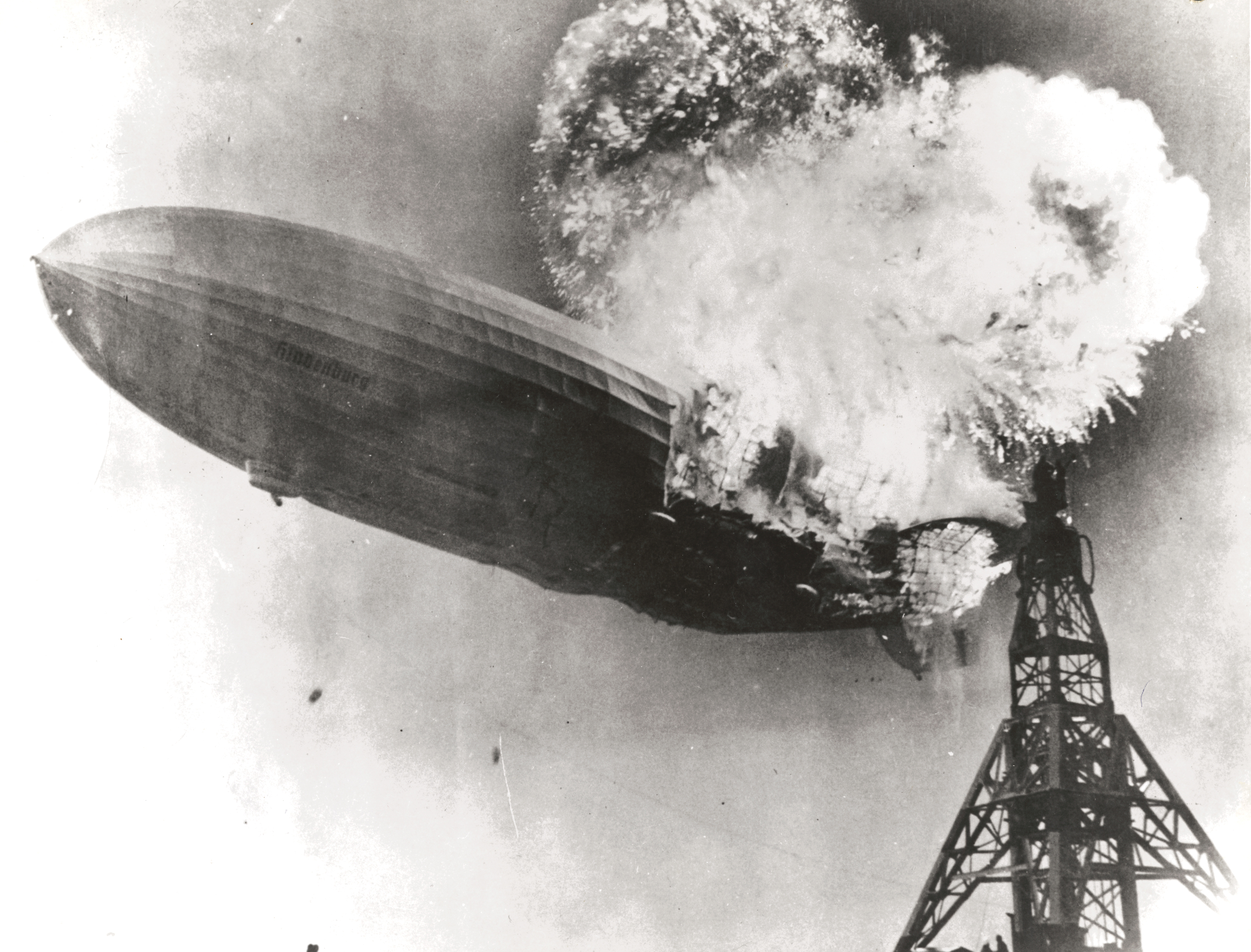
6 mai 1937, le Hindenburg en flammes.

  - - Le Zeppelin LZ 129 Hindenburg est détruit par le feu lors de son arrivée à l'aéroport de Lakehurst près de New York.
  - - Le Heinkel HeS 1 le premier moteur à réaction expérimental à hydrogène est testé par Hirth Motoren GmbH.
  - - Le premier turbo-générateur refroidi à l'hydrogène est mis en service à Dayton dans l'Ohio[30],[31].
- 1938 :
  - - Le premier hydrogénoduc, long de 240 km est mis en service dans la Ruhr en Allemagne[32].
  - - Igor Sikorsky propose l'utilisation de l'hydrogène liquide comme combustible[33].
- 1939 - Hans Gaffron (en) découvre que les algues peuvent produire alternativement de l'oxygène ou de l'hydrogène[34].
- 1943 :
  - - L'hydrogène liquide est testé comme carburant de moteur-fusée à la l'université d'État de l'Ohio.
  - - Arne Zetterström décrit un mélange gazeux pour la plongée sous-marine très profonde, l'hydrox[35].
- 1949 - Le procédé d'hydrodésulfuration par reformage catalytique est commercialisé[36].

#### 1950-1974
- 1952 :

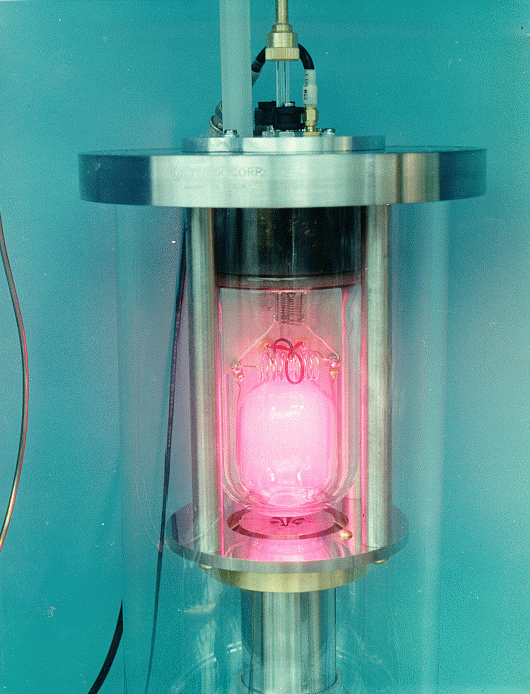
Un Maser à hydrogène.(Image NASA/JPL-Caltech)

  - - Le professeur Robert Dicke de l'université de Princeton conduit les premières expériences du maser à hydrogène[37]
  - - La compagnie H. L. Johnston met au point un vase Dewar sans réfrigération pour le transport d'hydrogène liquide par avion[38].
- 1955 - Willard Thomas Grubb modifie la pile à combustible en utilisant une membrane d'échange ionique en polystyrène sulfonisé comme électrolyte[39].
- 1957 :
  - - Le moteur à réaction Pratt & Whitney modèle 304 fonctionnant à l'hydrogène liquide est testé pour la première fois sur l'avion de reconnaissance Lockheed CL-400 Suntan (en)[40].
  - - Les spécifications du semi-remorque U-2 destiné transport de l'hydrogène liquide par la route sont ennoncées[41].
- 1958 :
  - - Leonard Niedrach conçoit un moyen de déposer du platine sur la membrane d'une pile à combustible dite de Grubb-Niedrach[42].
  - - La société Allis-Chalmers présente le premier tracteur muni d'une pile à combustible d'une puissance de 15 kW, le modèle D 12[43].
- 1959 - Francis Thomas Bacon réalise la Bacon Cell, la première pile à combustible hydrogène-air de 5 kW pour l'alimentation d'un poste de soudure à l'arc.
- 1960 - La société Allis-Chalmers construit le premier chariot élévateur à pile à combustible[44].

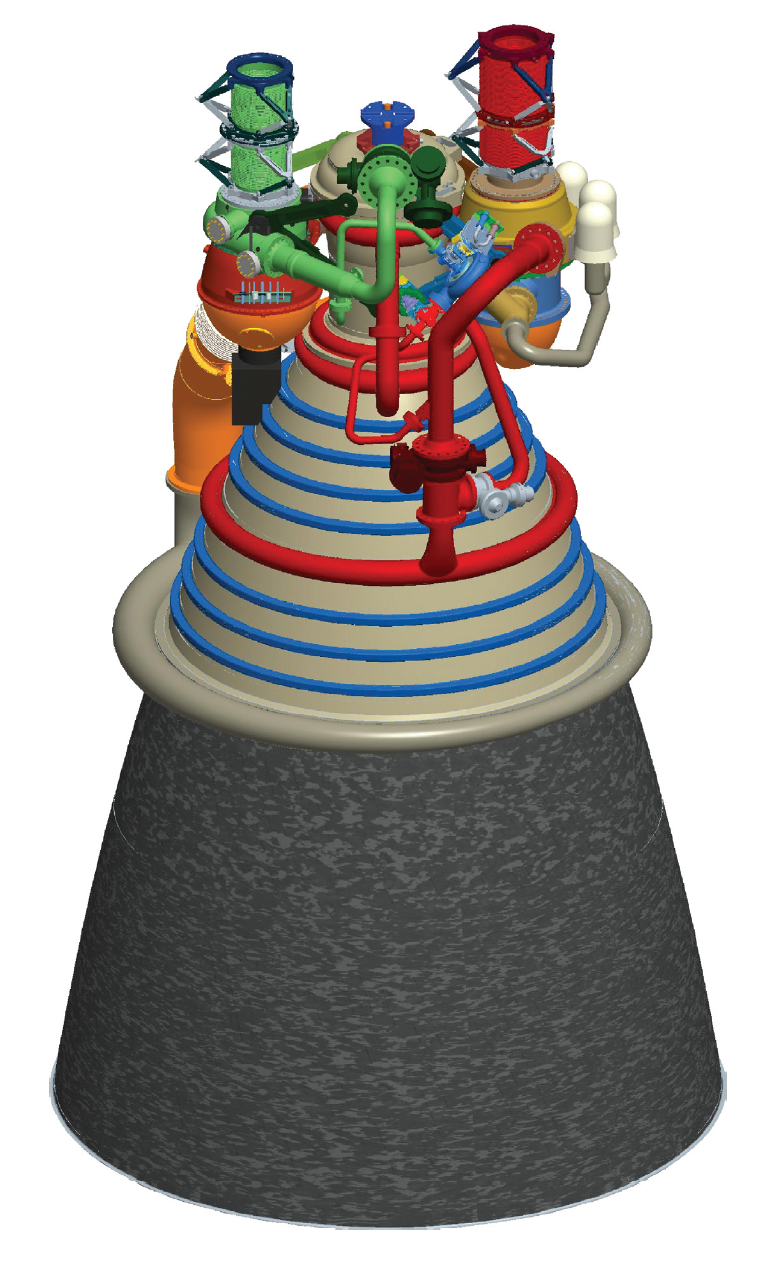
Moteur-fusée à l'hydrogène liquide J-2.

- 1963 - Vol du premier moteur-fusée alimenté à l'hydrogène liquide, le RL-10[45].
- 1964 - La société Allis-Chalmers réalise une pile à combustible de 750 W afin d'alimenter un sous-marin de recherche monoplace[46].
- 1965 :
  - - Le programme Gemini utilise des piles à combustible.
  - - La société Allis-Chalmers construit les premières piles à combustible destinées aux voiturettes de golf.
- 1966 :
  - - Recherche d'applications pour l'utilisation de l'hydrogène slush[47].
  - - Premier vol du moteur-fusée à l'hydrogène liquide J-2.
- 1967 - Akira Fujishima (en) découvre l'effet Honda-Fujishima (propriétés photocatalytiques du dioxyde de titane) qui est utilisé pour l'hydrolyse dans les cellules photoélectrochimiques.
- 1970 :
  - - La Communications Satellite Corporation développe la batterie nickel hydrogène[48].
  - - John Bockris (en) ou Lawrence W. Jones (en) utilise pour la première fois l'expression « économie hydrogène »[49],[50]
- 1973 - La société Air liquide met en service un hydrogénoduc de 30 km à Isbergues dans le Pas-de-Calais.

#### 1975-1999

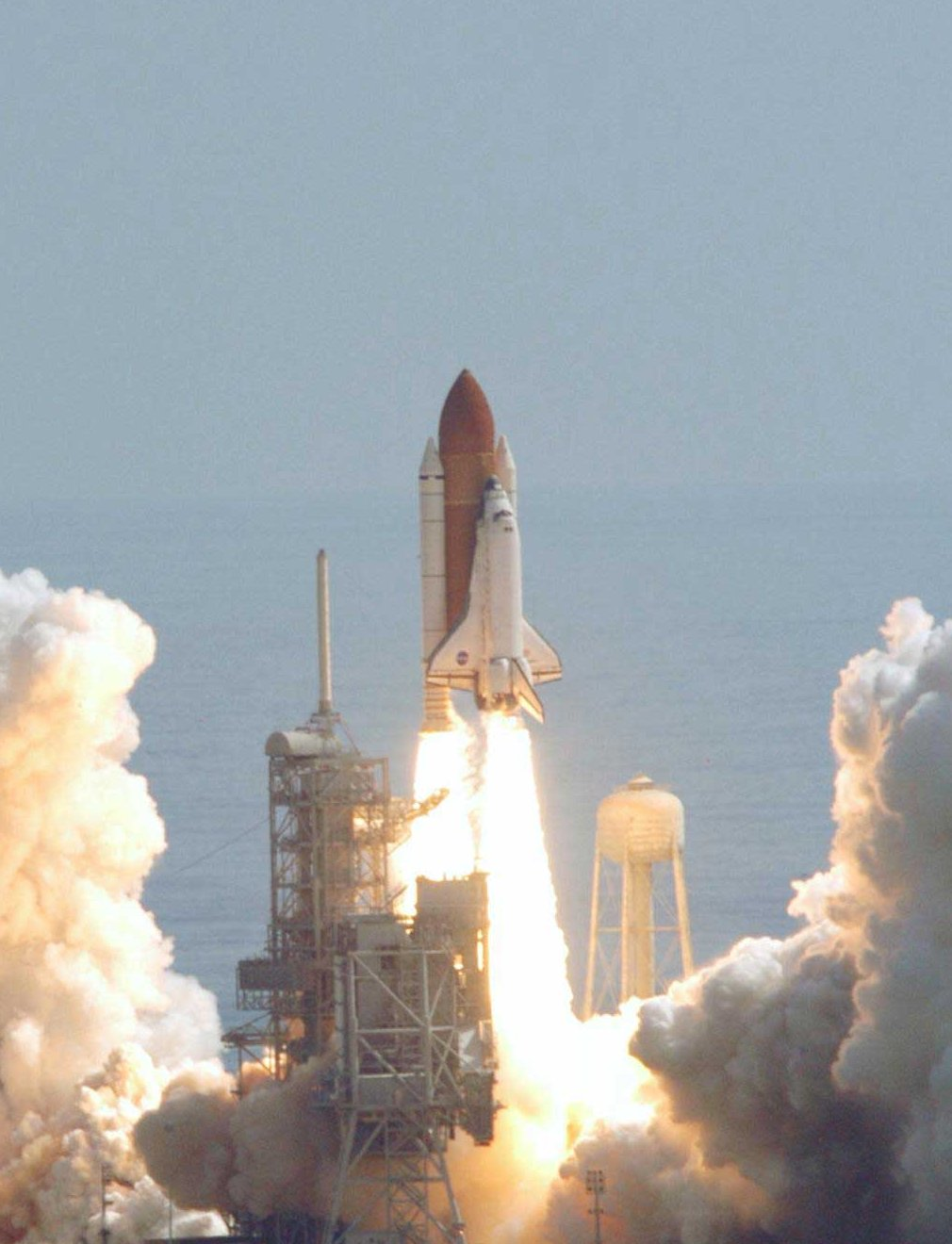
La navette spatiale américaine, dont le moteur principal fonctionne à l'oxygène et hydrogène liquides.

- 1975 - John Bockris (en) publie Energy, The Solar-Hydrogen Alternative (Énergie, l'alternative hydro-solaire)[51].
- 1979 - La Snecma met en service le moteur-fusée HM-7, à oxygène et hydrogène liquides, pour propulser le 3e étage de la fusée Ariane 1.
- 1981 - Premier vol de la navette spatiale américaine grâce à son moteur principal à oxygène et hydrogène liquides.
- 1990 - Mise en service de la Solar-Wasserstoff-Bayern (centrale de production d'hydrogène par énergie solaire de Bavière)[52].
- 1996 - Le premier vol du moteur Vulcain qui équipe le lanceur Ariane 5.
- 1997 - Anastasios Melis (en) découvre qu'une carence en soufre conduit les algues à produire de l'hydrogène, plutôt que de l'oxygène. Il détermine que des enzymes, les hydrogénases sont responsables de cette production[53].
- 1998 - Lancement du sous-marin Unterseeboot type 212 dont le système de propulsion anaérobie utilise des piles à combustible à membrane électrolyte polymère.

### XXIesiècle
- 2000 - Peter Toennies (en) démontre la superfluidité de l'hydrogène à la température de 0,15 K.
- 2002 - Lancement du sous-marin Type 214 dont le système de propulsion anaérobie utilise des piles à combustible à membrane électrolyte polymère.
- 2004 - Projet allemand DeepC (en) d'un véhicule sous-marin autonome propulsé par un moteur électrique alimenté par une pile à combustible à hydrogène[54].
- 2005 - Compresseur ionique
- 2010 - Une Aston Martin Rapide S équipée d'un moteur à combustion interne, technologie hybride à hydrogène mise au point par Alset, participe aux 24 Heures de Nürburgring en Allemagne.
- 2013 - Premier système industriel couplant production par électrolyse et stockage d'hydrogène solide (par McPhy Energy)[55]
- 2015 - Découverte en France d'un vecteur d'hydrogène liquide a base de polysiloxanes.
- 2018, en Allemagne, deux prototypes de trains Alstom Ilint à hydrogène entrent en service commercial dans la région de Buxtehude – Bremervörde – Bremerhaven – Cuxhaven.
- 2020, en France, de l'hydrogène métallique moléculaire (instable) est créé en laboratoire, en quantité infime.